# توني ريتشاردز (طبال)
توني ريتشاردز (بالإنجليزية: Tony Richards)‏ هو طبال أمريكي، ولد في 19 يونيو 1957 في فينيكس في الولايات المتحدة.

## وصلات خارجية
- توني ريتشاردز على موقع ميوزك برينز (الإنجليزية)
- توني ريتشاردز على موقع ديسكوغز (الإنجليزية)